# Wawrzyniec Maria od św. Franciszka Ksawerego
Wawrzyniec Maria od św. Franciszka Ksawerego (ur. 30 października 1782 w Rzymie; zm. 12 czerwca 1856 w Capranice) – włoski pasjonista, Błogosławiony Kościoła katolickiego.

## Życiorys
Jego matka zmarła po miesiącu od jego narodzin. Po jej śmierci, jego ojciec ożenił się ponownie. Był wychowywany przez macochę. W 1801 roku wstąpił do zgromadzenia pasjonistów, a w 1805 został kapłanem. Pracował w rzymskim kościele Najświętszej Marii Panny. W 1812 r. podjął działalność kaznodziejską jako misjonarz ludowy. Po upadku Napoleona wrócił do Wiecznego Miasta. Potem wznowił działalność misjonarską. Zmarł w opinii świętości.
Został beatyfikowany przez papieża Jana Pawła II 1 października 1989 roku.